# Пашупати
Пашупати, Пашупата (санскр. पशुपति, IAST: paśupati, «владыка скота, пастух») — эпитет Шивы в индуизме.

## Имя Шивы
Впервые встречается в «Ригведе» в гимнах к Рудре. Восходит ещё к доведийским культам Рудры как покровителя скота и скотоводства. Позднее, в период упанишад, Пашупати уже прочно отождествляется с Шивой, и слово «paśu» (пашу) интерпретируется уже не как «скот/животные», а как «сотворённое» или «душа», и аналогично таким эпитетам, как Махешвара (māheśvara) и другим:
Пуруша, пребывающий в сущности слуха — есть Сам Пашупати.
Проникнув (туда), Шива наделяет слух слухом. (Пашупата-брахма-упанишад)
Оригинальный текст (санскрит) shrotramaatmani chaadhyasta.n svayaM pashupatiH pumaan.h .

anupravishya shrotrasya dadaati shrotrataa.n shivaH .. 11.. 
В шактизме Пашупати является владыкой первой из семи ачар — Пашубхавы.

## Печать Пашупати

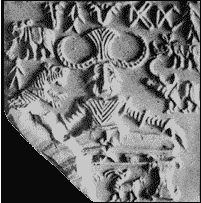
Печать Пашупати из раскопок в Мохе́нджо-Да́ро

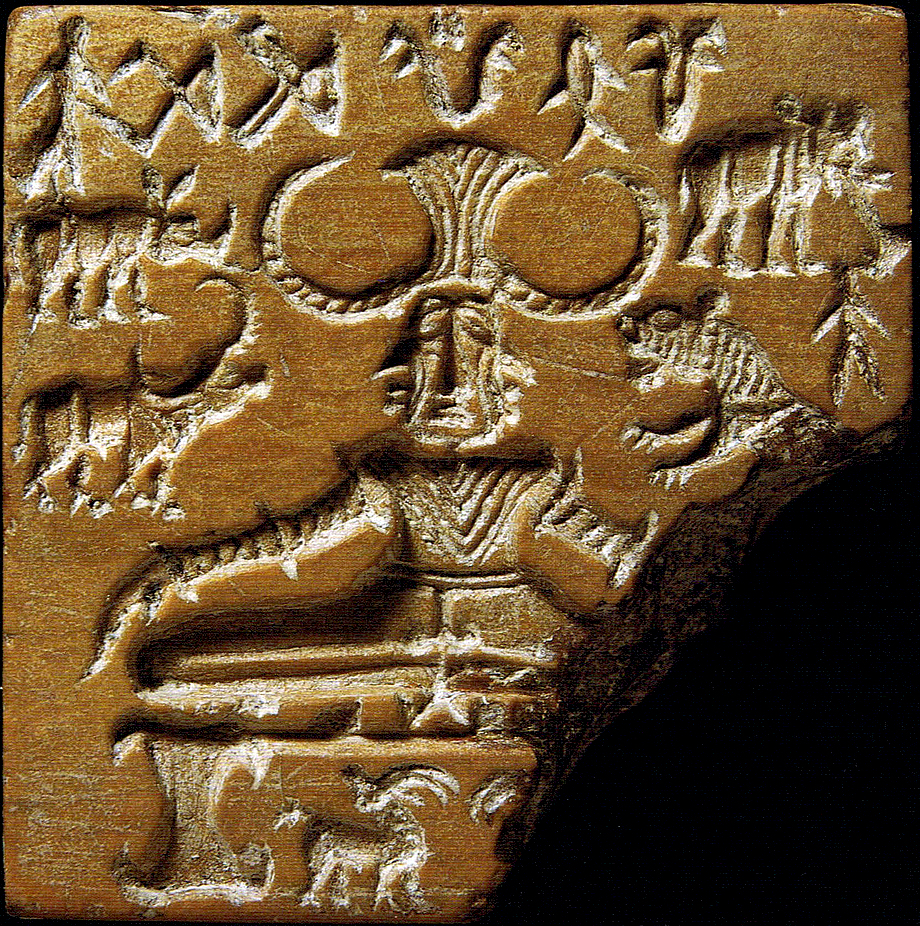
Печать с сидящим Шивой в форме Пашупати (Шива-Пашупати)

При раскопках в Мохе́нджо-Да́ро была обнаружена так называемая «Печать Пашупати» — на ней изображён сидящий в позе лотоса человек с тремя лицами и рогами. Известный индийский индолог Дандекар Нараян связывает эту печать с существованием доведийского культа Шивы. Британский археолог Джон Маршалл в своей книге «Мохенджо-Даро и цивилизация Инда» утверждает, что на печати изображен прото-Шива в облике Пашупати.
Точка зрения о связи шиваизма и печати пашупати признаётся не всеми учёными. Историк Джон Ки в своей книге «Into India» опровергает это утверждение:
Мы имеем слишком мало доказательств для подтверждения этого мифа — Рудра, ведийское божество, был действительно ассоциирован с Шивой и именуется Пашупати из-за связи с крупным домашним скотом; но Рудре не свойственны аскетизм и медитации и он связан с животными скорее как сочувствующий или сопереживающий им. Более вероятно было бы предположить, что это головной убор, свидетельствующий о культе быка.
Позицию Джона Ки также поддерживают и британский индолог Гэвин Флад и американский антрополог Григори Поссейл. С точкой зрения Джона Маршала согласны археолог Дж. М. Кенойер и индолог Генрих Циммер.

## Оружие Пашупати
Пашупата-астра (पाशुपतास्त्र — pāśupatāstra) — мифологическое оружие, вероятно, лук или стрела, дарованный Шивой Арджуне и Раме в награду за аскезу. История аскезы и её причины, а также сцена единоборства Арджуны с Шивой (в облике Кираты — Горца) рассказываются в «Сказании о Кирате» в Араньякапарве Махабхараты.

## Пашупата-шиваизм
Пашупата-шиваизм, Пашупатья — старейшая из школ шиваизма и, возможно, старейшая школа индуизма вообще. В настоящий момент о них мало что известно. Можно с уверенностью сказать, что пашупаты были первыми, кто начал практиковать культ бхакти; они были первыми, кто отказался от традиционных обычаев поздневедийской культуры, в которой господствовал жреческий ритуал. Они были аскетами и отшельниками-санньяси, посвятившими себя Шиве.
Согласно «Панчартха-бхашье» Каундильи (приблизительно IV в. н. э.) к «Пашупата-сутре», школа была основана самим Шивой, который передал учение нескольким риши. Одним из крупнейших учителей был гуру Лакулиша, брахман по происхождению — согласно традиционной точке зрения, описанной в Линга-пуране, считается последней, 28-й аватарой Шивы и основателем йоги. Как гласит предание, он умер, но был оживлён Шивой, вошедшим в его тело для того, чтобы поведать миру Пашупата-дхарму. Лакулиша фактически реорганизовал Пашупата-шиваизм, сблизив его с классической ведийской традицией и превратил из аскетической школы в популярный путь для домохозяев, членов трёх высших варн. В дальнейшем школа Пашупати прекратила своё существование, преобразовавшись в школы агхори, капаликов, каламукхов и другие. Она оказала большое влияние на многие, более поздние, школы как шиваизма, так и индуизма вообще.
Из писаний пашупатов практически ничего не сохранилось, за исключением всего нескольких трудов: «Пашупати-сутры» (чьё авторство традиционно приписывается Лакулише) и «Панчартха-бхашьи» (комментария к «Пашупати-сутрам») — считается, что до Лакулиши учение передавалось устно. Принадлежность к традиции пашупатов «Мригендра-агамы» спорно — некоторые её места противоречат тексту как «Пашупати-сутр», так и «Панчартха-бхашьи».
В Махабхарате, в Анушасана-парве (глава 14. 379—380), есть упоминание о том, что Кришна также принадлежал к традиции пашупати.